# 실버라이닝 플레이북
《실버라이닝 플레이북》(영어: Silver Linings Playbook)은 2012년 개봉한 미국의 로맨틱 코미디 드라마 영화이다. 매슈 퀵의 2008년 발간 된 동명의 소설을 원작으로 데이비드 O. 러셀가 감독하고 각본을 썼다. 브래들리 쿠퍼, 제니퍼 로렌스, 이외에 조연으로는 로버트 드 니로, 재키 위버, 크리스 터커, 아누팜 커와 줄리아 스타일스가 출연한다. 이 영화는 쿠퍼가 연기한 아내의 외도를 목격하고 모든 것을 잃게 되지만 긍정의 힘으로 다시금 자신의 인생을 되찾으려는 팻과 로렌스가 연기한 남편의 죽음 이후 진짜 사랑을 찾기 위해 노력하는 티파니의 색다른 로맨스를 담고 있다. 영화는 제37회 토론토 국제 영화제에서 첫 상영 되어 관객상을 수상하였고, 2012년 9월 8일과 2012년 11월 16일에 미국에서 개봉되었다.
이 영화는 상업적으로 큰 성공을 거두었으며, 수많은 찬사를 받았다. 미국 아카데미상에서는 최우수 작품상, 감독상, 각색상, 남우주연상, 여우주연상 등의 8개 부문에 후보 지명되었다. 이것은 1981년에 영화 《레즈》가 4개의 연기 부문에 오스카상 후보로 지명 된 이후 첫 번째 영화가 되었으며, 2004년 영화 《밀리언 달러 베이비》가 빅 5 오스카상 후보(작품상, 감독상, 남우주연상, 여우주연상, 각본상 또는 각색상에 후보에 모두 지명 된 영화)에 지명 된 이후 첫 영화로, 로렌스는 여우주연상을 수상했다. 또한 이외에도 골든 글로브상에서 4개 부문에 후보 지명되어 로렌스는 영화 뮤지컬·코미디 부문 최우수 여우주연상을 수상, 영국 아카데미 영화상(BAFTA)에서 3개 부문에 후보 지명되어 데이비드 O. 러셀은 최우수 각색상을 수상했다. 또한 미국 배우 조합상(SAG)에서 4개 부문에 인디펜던트 스피릿 어워즈에서는 4개 부문에 후보 지명되어 최우수 작품상을 수상했다. 이 영화는 흥행에 성공하여 전세계 2억 3600만 달러를 벌어 예산의 11배에 달했다.

## 시놉시스
아내의 외도를 목격하고 감정이 폭발해 상대 남자를 폭행한 일로 한 순간에 아내와 직장을 잃고 정신병원에서 치료를 받게 된 팻(브래들리 쿠퍼). 그가 8개월간의 병원 생활 동안 얻은 것은 ‘긍정의 힘’이다. 퇴원 후 가장 먼저 생각한 것은 접근금지명령 상태인 헤어진 아내를 되찾는 것. 하지만 일방적인 희망은 가로놓인 장벽에 부딪히며 감정 조절이 힘들어진다.
남편이 죽은 후 외로움을 참을 수 없었던 티파니(제니퍼 로렌스)는 직장의 모든 직원들과 난잡한 관계를 맺다가 실직하게 된다. 내숭이라고는 없는 티파니가 오직 아내밖에 모르는 팻에게 노골적으로 접근하면서 둘의 옥신각신 상황은 계속된다. 둘의 부담스런 만남은 거래가 이루어지면서 사랑으로 발전한다. 거래는 티파니가 팻의 편지를 그의 헤어진 아내에게 전해주는 대신, 팻은 티파니와 함께 댄스 대회에 참가하는 것. 시작은 부자연스러웠지만 만남이 잦아지며 둘은 서로를 이해하게 된다.

## 출연
- 브래들리 쿠퍼 - 파트리치오 "팻" 솔리타노 주니어 역, 전직 교사로 이혼남.[10][11][12]
- 제니퍼 로렌스 - 티파니 맥스웰 역, 젊은 미망인[13][14]
- 로버트 드 니로 - 파트리치오 "팻" 솔리타노 시니어 역, 팻과 제이크의 아버지.[11][12]
- 재키 위버 - 델로레스 솔라티노 역, 팻과 제이크의 어머니.[15]
- 아누팜 커 - 의사 클리프 파텔 역, 팻의 담당 의사로 친구.[16]
- 크리스 터커 - 대니 맥다니엘스 역, 정신 병원에서 팻의 좋은 친구.
- 줄리아 스타일스 - 베로니카 역, 티파니의 언니.[17]
- 시어 위검 - 제이크 솔리타노 역, 팻의 형.
- 존 오티즈 - 로니 역, 베로니카의 남편, 팻의 절친한 친구이자 티파니의 형부.
- 브레아 비 - 니키 역, 팻의 전 아내.
- 셰릴 윌리엄스 - 티파니와 베로니카의 어머니 역
- 패트릭 맥데이드 - 티파니와 베로니카의 아버지 역
- 대시 미호크 - 키오 경관 역
- 매튜 러셀 - 릭키 디앤젤로 역
- 폴 허먼 - 랜디 역
- 팻시 메크 - 낸시 역, 팻과 니키가 일했던 학교의 교장.
- 필립 쇼르바 - 조디 역, 티파니의 전 남자친구.[18]

## 제작
와인스타인 컴퍼니의 임원인 르네 위트는 하비 와인스타인에게 영화의 바탕이 되는 책을 선택하도록 설득했으며, 시드니 폴락은 데이비드 O. 러셀에게 감독을 맡겼다. 폴락은 러셀에게 이야기가 괴롭히는 감정, 유머, 로맨스가 섞인 이야기 때문에 이 영화 적응이 까다로울 것이라고 말했다. 러셀은 5년 동안 각본을 20번 반복 작성했다고 추정한다. 러셀은 가족 관계와 양극성 장애와 강박증이 있는 자신의 아들과의 관계 때문에 그 이야기에 끌렸다.
이 영화는 33일 일정으로 촬영 되었다. 더 무겁고 더 극단적인 버전의 댄스 시퀀스가 촬영 되었고 드 니로의 캐릭터가 등장한 장면은 다양한 버전으로 촬영 되었다. 러셀은 편집과 함께 자신이 원하는 균형을 잡았다. 주요 촬영 지역으로는 펜실베이니아주 필라델피아 부근의 어퍼 다비, 리들리 파크, 랜스던 등에서 진행되었다. 영화에서 이름으로 언급되지는 않았지만 리들리 파크는 결국 적립되며 경찰관은 목걸이에 머리 글자 'RPPD'가 붙은 것을 볼 수 있다.
이 영화는 2008 NFL 축구 시즌의 후반부에 걸쳐 진행되어, 필라델피아 이글스가 NFC 챔피언쉽 경기에 진출하는 것을 보았다. 시애틀과 샌프란시스코에 대한 이글스의 승리를 포함하여 여러 게임이 언급 되고 있으며, NFC 동부 라이벌인 워싱턴 레드스킨스와 뉴욕 자이언츠 두 곳 (싸움이 일어 났을 때 팻이 참석했던 게임) 중 2명과 시즌 마지막 경기에서 댈러스를 상대로 승리를 거두었다.

### 캐스팅
러셀은 당초 빈스 본과 조이 데이셔넬과 함께 영화를 만들려고 했지만 그 대신에 《파이터》를 만들었다. 마크 월버그는 러셀과 네 번째로 작업 할 예정이었으나 생산 지연으로 일정 충돌이 발생하여 하차해야 했다.
러셀은 브래들리 쿠퍼와 함께 《오만과 편견 그리고 좀비》의 각본을 작업 할 계획이었으며, 그의 캐스팅에 대해 "좋고 나쁜 녀석의 에너지"와 예측할 수 없는 가능성을 언급하면서 쿠퍼가 출연한 《웨딩 크래셔》의 연기에 깊은 인상을 받았다고 한다. 쿠퍼는 러셀에게 그 공연이 있을 때 "그는 더 무겁고 화를 냈으며 더 두려웠다"고 말하면서 그 감정을 끌어 들였다. 러셀은 쿠퍼가 팻 솔리타노에게 그 자질을 입혀 줄 것에 기뻐했다.
앤 해서웨이는 티파니 맥스웰로 캐스팅 되었지만 《다크 나이트 라이즈》의 일정 충돌과 러셀과의 생각 차이로 인해 그녀는 하차했다. 이외에도 엘리자베스 뱅크스, 커스틴 던스트, 안젤리나 졸리, 블레이크 라이블리, 루니 마라, 레이첼 맥아덤스, 안드레아 라이즈보로, 올리비아 와일드에 제의가 갔다. 처음에 러셀은 제니퍼 로렌스의 나이가 그 역할에 적합하다고 생각하지 했다. 그는 로렌스 (촬영 당시 만 21세)가 쿠퍼 (만 37세)와 너무 어울리지는 않는다고 생각했지만 오디션에서 "눈과 얼굴의 표현력"이 "나이들지 않았다"고 인정하면서 마음을 바꿨다. 러셀은 로렌스와 티파니라는 인물을 비교하면서, 티파니를 연기하는데 필요한 취약성과 자신감을 갖고 있지만 자신이 아는 신경증 환자 중 한 명이라고 설명했다. 티파니는 몇 차례 반복하며 바꿔갔다. 로렌스는 그녀의 머리카락을 검게 염색하고 무거운 고트 메이크업에서 테스트 촬영을 했지만 와인스타인은 허락을 내리지 않았다. 그녀의 캐릭터의 최종 버전은 검은 머리와 십자가와 같은 작은 고트 터치로 엉망이 되었지만 자신감을 잃지 않았다. 특히 역할을 위해, 러셀은 로런스에게 체중을 늘리고 낮은 톤으로 말하도록 요청했다.
로렌스와 쿠퍼는 이전의 댄스 경험이 없었다. 안무가인 맨디 무어가 댄스 시퀀스를 가르쳤다. 무어는 "실제 자연적인 춤 능력"을 가지고있는 것으로 쿠퍼를 언급했다. 로렌스는 클라이 막스 볼룸 댄스에 대해 "즉흥적이었던 것은 아니었다. 나는 형편없는 무용수이기 때문에 결코 그 어떤 것도 할 수 없었을 것이다. 그것이 마침내 함께 왔을 때, 그 장면은 정말로 그것이 느낀 것처럼 재미있었다."라고 말했다.

## 개봉
이 영화는 2012년 9월 8일 토론토 국제 영화제에서 초연 되었고, 관객상을 수상하였다. 영화는 그 주 이후인 2012년 11월 16일에 미국의 극장에서 제한적으로 개봉되었다. 또한 2012년 10월 18일에 뭄바이 영화제에서 개막작으로 상영 되었다.
와인스타인 컴퍼니는 평소와 달리 실버라이닝 플레이북을 위해 폭 넓은 개봉을 계획했으며, 전국적으로 약 2,000개의 스크린을 보급했다. 긍정적인 평가와 추수 감사절에 투자하여 더 많은 비즈니스를 수행하였다. 대신에 입소문 지원 전략을 세우면서 점차 확대되어 더 적은 극장에서 천천히 상영을 연장해 갔다. 연장 상영을 계속하면서 영화는 12월 25일에 700개의 극장으로 확장되었다.

## 평가

### 중요한 평가
실버라이닝 플레이북은 2012년 토론토 국제 영화제에서 초연 되었으며 비평적으로 찬사를 받았다. 이 영화의 236개 리뷰를 기준으로 로튼 토마토의 지지도는 92%이며 평균 평점은 8.2 / 10 점이다. 웹 사이트의 중요한 합의는 "실버 라이닝 플레이 북은 까다로운 주제의 줄타기를 하고 있지만 데이비드 O. 러셀의 민감한 연출과 재능있는 캐스트의 예리한 작업은 진정한 균형을 이룬다"고 말했다. 주류 비평가의 100개 리뷰 중 가중 평균 평점을 부여하는 메타크리틱에서, 영화는 "평평한 찬사"를 나타내는 45명의 평론가의 리뷰를 토대로 평균 81 점을 획득했다.

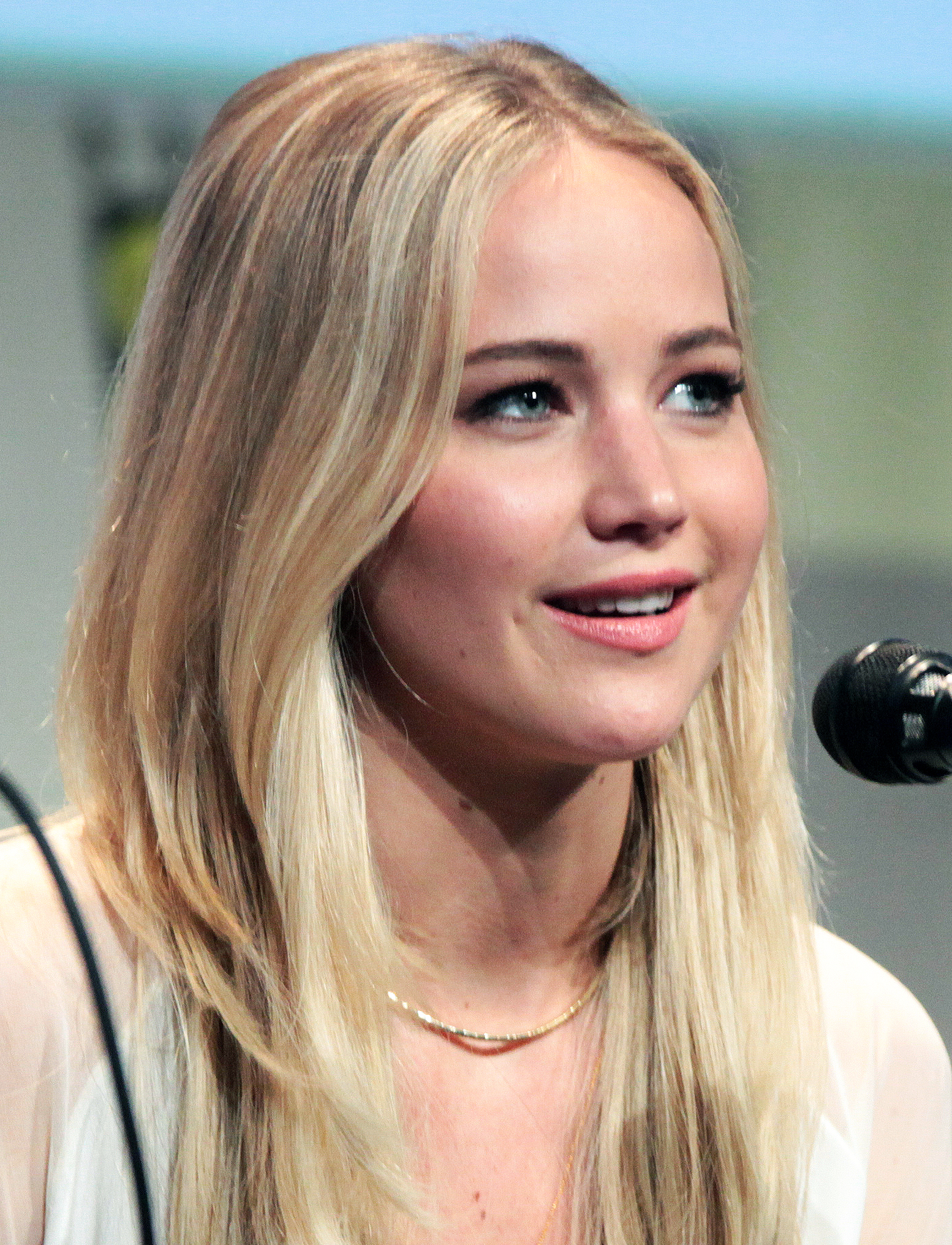
미국 아카데미상에서 여우주연상을 수상한 제니퍼 로런스

쿠퍼와 로렌스는 그들의 공연에 대해 찬사를 받았다.
〈더 플레이리스트〉의 케빈 재거너스는 이 영화를 "대단히 재미있고 군중을 기쁘게 하는 승자"로 칭찬하면서 두 명의 주인공의 연기는 상을 받을만한 "신중하게 개발 되고 완벽하게 투구 되었다"라고 언급했다.
〈할리우드 리포터〉의 데이비드 루니는 "쿠퍼와 로렌스 사이의 화학적 관계는 그들을 보는 기쁨을 준다." 그리고 그들의 연기는 작은 역할조차도 훌륭한 연기를 하는 앙상블 캐스트를 고정시킨다. 루니는 또한 안무의 "상쾌한 혼란스러움"과 "신경적인 에너지"를 칭찬했다. 〈타임〉의 리차드 콜리스는 주인공 (특히 로렌스)들의 연기에 박수를 보냈다. 그녀의 연기는 전체 영화를 보며 성숙함을 찬양하는 "머무르는 이유"라고 말했다.
러셀의 연출 또한 널리 인정 받았으며, 〈버라이어티〉의 저스틴 창은 "가능성이 희박한 코미디에서 벗어날 수있는 사람은 없다. 데이비드 O. 러셀은 정신 질환, 결혼 실패, 축구의 치유력에 대처하고 예리하고 만족스러운 결과를 보여준다."라고 언급했다. 〈인디와이어〉의 에릭 콘은 "A-" 점으로 쿠퍼와 로렌스의 연기를 칭찬하면서, 또한 러셀 감독에게는 "솔로 시나리오 작가 겸 디렉터인 러셀은 냉소와 씁쓸함 사이에서 종종 우승한 결과와 함께 종종 춤을 추는 예기치 않게 매력적인 로맨틱 코미디를 위해 작고 발랄한 많은 캐스트들을 조립한다."라고 말했다. 〈워싱턴 포스트〉의 앤 호나데이는 러셀의 연출에 주목하면서 "어떤 다른 손에서, 매튜 퀵 소설의 각색은 진부한 실패한 로맨틱 코미디 또는 아마도 더 나쁜, 자의적으로 기발한 인디의 재료일 것이다."라고 말했다.

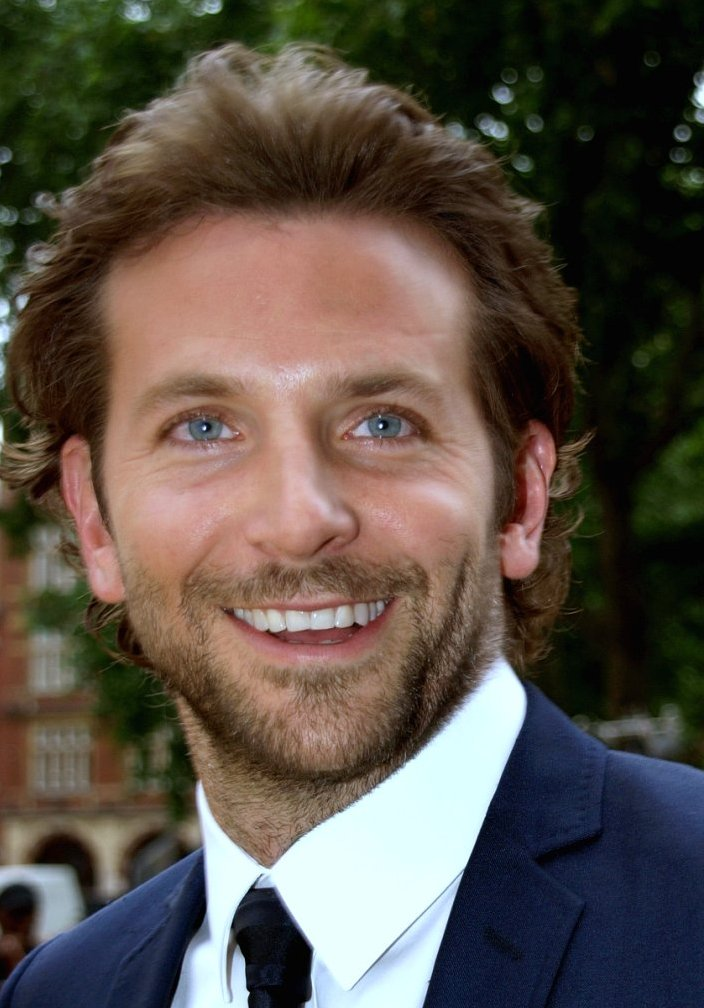
미국 아카데미상에서 남우주연상 후보 지명 된 브래들리 쿠퍼

로저 에버트는 영화가 "너무 좋았고, 거의 굉장히 오래된 고전이 될 수 있다"고 말하면서 4개의 별에서 3반을 주고 아버지와 아들의 주된 관심사가 최종 내기를 중심으로 하는 러셀의 시나리오를 "독창적인" 것으로 언급했다. 케네스 투란은 영화를 "완전한 성공"이라고 불렀고 배우의 연기는 크리스 터커를 포함하여 "저항할 수 없는" 지원군으로 훌륭했다. 〈필라델피아인콰이어러〉의 스티븐 레아는 영화에 대해 "현란하게 똑똑한 각본에서부터 두 명의 주인공이 예기치 않게 움직이는 장면까지 탁월한 노력"이라고 말했다. 〈덴버 포스트〉의 히카르도 바카는 영화에 대해 "트레일러에서 웃음, 어렴풋한 불안과 따뜻한 나비"를 어떻게 유지할 수 있었는지 칭찬했다. 〈롤링 스톤〉의 피터 트래버스는 이 영화를 "올해 최고의 영화 중 하나"라고 불렀다.
〈데일리텔레그래프〉의 로비 콜린은 로런스가 영화의 "은색 안감"이라고 언급하면서도 주인공을 "잔돈 넘치는 헤드 케이스"로 묘사하면서 "정신병에 시달리는 무익은 피곤함"이라고 썼다. 〈글로브앤메일〉의 수석 영화 비평가인 리암 레이시는 4개의 별 중 3개를 줬지만, 공통된 유대감을 가진 기발한 외부인에 대한 선댄스 영화제 스타일의 영화를 더 잘 만든 버전이다."라고 언급했다. NFL은 영화에서 도박에 비판적이었고, 추수감사절 동안 브래들리 쿠퍼와 크리스 터커와의 인터뷰를 방송하지 않았다.

### 기타 평가
로맨틱 코미디 장르의 상투적인 전개와는 다르다는 평이 있다. 주인공을 포함한 등장인물들은 마치 현실 세계의 인간 군상처럼 어딘가 부족한 부분들이 다 있으며, 그런 특징들을 잘 반영했다. 이는 마치 우리 모두에게 각자 부정적인 면이 있으며, 이를 잘 포용하고 보듬어주자는 의미로 보이기도 한다. 사랑은 불완전한 것이며, 현실에서처럼 이 영화에서도 주인공과 그들의 가족은 서로 티격태격하는 모습이 잘 그려졌다.
연출을 맡은 데이비드 O. 러셀은 끊임없이 대화가 이어지는 방식으로 갈등을 보여주는 방법으로 유명한데, 이 영화에서도 그의 장기가 잘 반영됐다. 끊임없는 말싸움으로 파국에 치달았다가 다시 갈등이 해소되다가 하는 것을 보면 원작 소설의 각색이 훌륭하게 잘 되었다는 평이다. 각자의 캐릭터를 잘 소화해낸 세 명의 배우들(브래들리 쿠퍼, 제니퍼 로렌스, 로버트 드 니로)에 대해서도 좋은 평이 나왔으며, 이들은 여러 상을 수상하거나, 후보로 지명되었다.

### 박스 오피스
이 영화는 16개 지역에서 개막 주말에 443,003 달러를 벌어 들였고, 《스카이폴》과 《링컨》 등의 영화와의 경쟁이 치열했다. 두 번째 주말에 367개 지역으로 확장 된 이 영화는 440만 달러로 9위를 차지했다. 12월 30일까지 영화는 745개의 극장에서 상영 되어 2730만 달러를 벌어 들였다. 2013년 1월 18일 2,523개의 극장으로 확장되면서 총 1,270만 달러의 수익을 창출하여 총 5670만 달러의 매출을 올렸다. 두 번째 주말에 2,500개 이상의 극장에서 상영하면서 매출은 12.2% 감소했다. 기테시 아타발레는 이것이 1억 달러에 도달하는 길에 잘 향하고 있고 그것이 몇 주 동안 내구성을 유지한다면 훨씬 더 높아질 수 있다고 말했다. 레이 수서스는 이 영화가 1억 달러를 벌어 들일 것이라고 예측하면서 영화가 천천히 시작 하겠지만 12월을 계속지나면서 대규모 프랜차이즈 영화에 대한 로렌스와 쿠퍼의 팬층을 데려와 넓은 청중을 확보하게 될 것이라고 전망했다. 2013년 2월 19일 북미 지역에서 1억 달러를 돌파했다. 2013년 5월 11일부터 영화는 예산의 11배 이상을 벌어 들였다.

### 수상 및 후보
이 영화는 미국 아카데미상에서 최우수 작품상, 러셀은 감독상, 각색상, 편집상, 쿠퍼는 남우주연상, 로렌스는 여우주연상, 드 니로는 남우조연상, 위버는 여우주연상의 8개 부문에 후보 지명되어, 로렌스는 여우주연상을 수상했다.

### TOP 10 목록
- 〈시네마블렌드〉에서 연간 10위를 기록한 이 영화에 8점을 주었다.[76]
- 〈가디언〉에서는 연간 베스트 10의 목록에서 4위를 차지했다.[77]

## 음악
실버라이닝 플레이북의 사운드트랙은 2012년 11웡 16일, 소니 뮤직 엔터테인먼트에서 발매되었다. 사운드 트랙의 싱글 리드인 "Silver Lining (Crazy 'Bout You)"는 영국 싱글 차트에서 100위를 차지했다. 사운드 트랙에는 스티비 원더, 데이브 브루벡 쿼텟, 앨트 제이, 이글스 오브 데스 메탈, 제시 제이, 대니 엘프만이 작곡 한 두 곡의 음악이 포함되어 있다.

## 홈 미디어
실버라이닝 플레이북은 2013년 4월 1일 영국에서 DVD와 블루 레이로 출시되었고, 2013년 4월 30일 미국에서 출시되었다.